# Savy
Savy é uma comuna francesa na região administrativa de Altos da França, no departamento de Aisne. Estende-se por uma área de 7,49 km². Em 2010 a comuna tinha 629 habitantes (densidade: 84 hab./km²).